# Magnus Mörner
Magnus Mörner (* 31. März 1924 in Mellösa; † 12. April 2012 in Mariefred) war ein schwedischer Graf und Historiker.

Der Vater von Magnus Mörner, Birger Mörner, starb drei Wochen vor Magnus’ sechstem Geburtstag. Die Mutter heiratete in zweiter Ehe Göran Mörner, der das Kind annahm und sich um die Erziehung kümmerte. Mörner wuchs in Stockholm auf. Seit seiner Kindheit war er ein begeisterter Briefmarkensammler. Er informierte sich in Enzyklopädien über die Länder, aus denen die Briefmarken stammten. Dabei fand er besonders die Geschichte von Paraguay interessant. Mörner erhielt 1947 ein Stipendium und reiste damit nach Argentinien. Kurz vor seiner Abreise hatte er die aus Estland stammende Aare Ruth Puhk (1926–2008) kennen gelernt. Sie studierte ebenfalls in Stockholm. Nach Mörners Rückkehr aus Argentinien heirateten beide. Mit ihr hatte er drei Kinder. Mit seiner Frau unternahm er 1950/51 eine Forschungsreise nach Südamerika. Dort forschte er in den Archiven von Argentinien, Paraguay und Brasilien. Im Jahre 1954 beendete er sein Studium der Geschichte an der Universität Stockholm mit der Promotion über die politischen und wirtschaftlichen Aktivitäten der Jesuiten im Río-de-la-Plata-Raum in der Zeit der Habsburger. Mörner wurde erster Direktor des Latinamerika-Institutet an der Universität Stockholm. Seine Spezialisierung auf Lateinamerika machte in seinem Heimatland Schweden eine akademische Laufbahn schwierig. Gastprofessuren übernahm er daher an der University of California, Los Angeles, an der Cornell University, an der Columbia University, am El Colegio de México, der City University of New York, der University of Texas at Austin und der Universität Sevilla. Ab 1976 lehrte er für sechs Jahre als Mellon Professor of History an der University of Pittsburgh. Mörner gründete 1978 die Asociación de Historiadores Latinoamericanistas Europeos (AHILA) in Toruń. In den internationalen Fachgesellschaften der Asociación de Historiadores Latinoamericanistas Europeos und der Nordic Association for Research on Latin America (NOSALF) übte er leitende Funktionen aus. Im Jahre 1982 und damit erst sehr spät in seiner akademischen Laufbahn erhielt er im eigenen Land an der Universität Göteborg einen Lehrstuhl für Geschichte der Neuzeit. Im Jahre 1990 ging er in den Ruhestand. Mörner hatte im Wintersemester 1991/92 die Otto-von-Freising-Gastprofessur an der Katholischen Universität Eichstätt inne. Er war 1994 Präsident des 48. Internationalen Amerikanistenkongresses in Stockholm und Uppsala.
In den mehr als fünf Jahrzehnten seines Wirkens legte er mehr als 500 Veröffentlichungen vor. Die meisten Arbeiten davon sind in englischer, spanischer und schwedischer Sprache verfasst. Seine Arbeitsschwerpunkte waren die iberische und die atlantische Welt von der frühen Neuzeit bis ins 19. Jahrhundert, die Geschichte der transatlantischen Migration sowie die spanisch-mitteleuropäisch-skandinavische Geschichte im napoleonischen Zeitalter. In den 1970er und 1980er Jahren verfasste er zahlreiche Studien über die lateinamerikanische Sozial- und Agrargeschichte. Eine wichtige Arbeit aus dieser Zeit war die 1985 veröffentlichte Darstellung The Andean Past: Land, Societies, and Conflicts. Mörner galt als Pionier transatlantischer und innereuropäischer wissenschaftlicher Zusammenarbeit. Er war federführend beteiligt an internationalen Tagungen in der Bundesrepublik Deutschland, wie etwa 1975 an der Universität zu Köln am 5. Kongress zum Thema Auswanderung nach Lateinamerika, 1983 an der Hamburg-Kölner Tagung zu Staatsbildung in Lateinamerika oder 1999 an einer Hamburger Tagung zur atlantischen Geschichte. Die Conference on Latin American History ehrte Mörner 1992 mit dem Distinguished Service Award. Im Jahre 1999 wurde ihm von der Universität Hamburg die Ehrendoktorwürde verliehen. Die Universität von Posadas und die Universität Szeged würdigten ihn ebenfalls mit dem Ehrendoktor.

## Schriften
- Bibliography of Magnus Mörner, 1947–2004 Stockholm, Institute of Latin American Studies, 2004.